# New Holland (Wielka Brytania)
New Holland – wieś w Anglii, w hrabstwie ceremonialnym Lincolnshire, w dystrykcie (unitary authority) North Lincolnshire. Leży 54 km na północ od Lincoln i 244 km na północ od Londynu.
W 2001 miejscowość liczyła 955 mieszkańców.